# Štefan Košina
Štefan Košina (12. ledna 1915, Ľutov – 28. listopadu 1983, Velká Británie) byl československý voják a příslušník výsadku Manganese.

## Mládí
Narodil se 12. ledna 1915 v Ľutově v okrese Bánovce nad Bebravou. Otec Štefan vlastnil malé hospodářství, matka Zuzana, rozená Antalová byla v domácnosti. Měl sedm sourozenců.
V rodné obci absolvoval obecnou školu a poté pracoval na rodinném hospodářství. V roce 1934 odešel do Čech, kde pracoval v zahradnictví; nejprve u Mělníka a později u Slaného. 1. října 1937 nastoupil základní vojenskou službu u pěšího pluku v Jihlavě. Od 5. května do září 1938 sloužil u jednotek SOS. Po okupaci Čech a Moravy se vrátil na Slovensko. Nejprve sloužil jako voják, později jako příslušník finanční stráže.

## V exilu
6. července 1939 překročil hranice směrem do Polska. Po krátkém pobytu v táboře v Malých Bronovicích se po začátku II. sv. války dostal přes Rumunsko do Francie. 11. listopadu byl zařazen do československého zahraničního vojska a v jeho řadách se účastnil bojů o Francii. 1. února 1940 byl povýšen na svobodníka.
26. června 1940 se dostal do Anglie. Zařazen byl ke 2. pěšího praporu. Již v hodnosti desátníka byl na podzim 1941 zařazen do výcviku pro zvláštní úkoly. Od 21. února 1942 do dubna 1944 absolvoval základní sabotážní kurz, parakurz a kurz průmyslové sabotáže, dále potom dokončovací kurz, výcvik v zaměstnání a kurz střelecký. Prodělal kurz obsluhy naváděcího radiomajáku Eureka, opakovací parakurz a dokončovací kurz. 22. dubna 1944 se již v hodnosti rotného v Londýně oženil, z manželství se narodila dcera, manželství bylo ale brzy rozvedeno. 2. května 1944 byl přesunut na vyčkávací stanici v Itálii.

## Nasazení
Dne 10. června 1944 po půlnoci byl s ostatními příslušníky skupiny vysazen poblíž Veľkých Uherců. Skupině se s obtížemi podařilo nalézt napojení na odboj a dostat se do štábu pro přípravu SNP. Byl podřízen kpt. Krátkému a pracoval jako telegrafista. Po potlačení povstání společně s ostatními 28. října 1944 ustoupil na Donovaly.
V noci 1. listopadu 1944 byl zajat německými jednotkami. U výslechu v Banské Bystrici se mu dle připravené legendy podařilo vyšetřovatele přesvědčit, že je tesař nakupující dřevo. Jeho doklady byly uznány za pravé a následně byl propuštěn. Ve své rodné obci byl zajat ruskými partyzány a jako potenciální zrádce byl vyslýchán. Po propuštění se mu podařilo dostat se do jiné partyzánské jednotky, v jejíž řadách se dostal do Svobodovy armády.

## Po válce
Dne 11. června 1945 se ohlásil na MNO. 29. ledna 1946 byl povýšen na nadporučíka pěchoty v záloze. V řadách armády setrval do 13. listopadu 1946. Poté odešel na Slovensko, kde pracoval jako správce vojenského penzionu. V červnu 1948 emigroval přes Německo do Anglie. Tam se živil jako dělník a později jako technik. V roce 1952 se znovu oženil, z manželství vzešly dvě dcery. V roce 1958 získal britské občanství.
Zemřel 28. listopadu 1983 na následky zranění po pádu ze schodů.

## Vyznamenání
- 1944 –  Pamětní medaile československé armády v zahraničí se štítky Francie a Velká Británie
- 1945 –  Československý válečný kříž 1939
- 1945 –  Československá medaile Za chrabrost před nepřítelem
- 1945 –  Československá medaile Za zásluhy I. stupně